# Trigonostylus hirsutus
Trigonostylus hirsutus är en mångfotingart som beskrevs av Carl 1914. Trigonostylus hirsutus ingår i släktet Trigonostylus och familjen Cyrtodesmidae. Inga underarter finns listade i Catalogue of Life.